# Aeroportul La Grande/Union County
Aeroportul La Grande/Union County (IATA: LGD, ICAO: KLGD, FAA LID: LGD) este un aeroport din Oregon, Statele Unite ale Americii ce deservește zona La Grande⁠(d). Aeroportul a fost tranzitat în 2019 de 16 pasageri. A fost numit după zona deservită.
Situat la o altitudine de 828 m, aeroportul dispune de 2 piste.

## Infrastructură

### Piste
Aeroportul dispune de 2 piste. Pista 12/30 are suprafața de asfalt și dimensiunile 6.261 picioare × 100 picioare. Pista 16/34 are suprafața de asfalt și dimensiunile 3.399 picioare × 60 picioare. 